# 津々巳あや
津々巳 あや（つつみ あや）は、香川県出身の漫画家。旧ペンネームは津々巳 彩。夫は漫画家の内水融。別名義として内水 亜彩子（うちみず あさこ）がある。

## 来歴
鳴門教育大学美術科卒業。2000年に白泉社『ザ花とゆめ』にて「夏草の旋律」で少女漫画家デビュー。2006年、フレックスコミックス『少年ブラッド』で少年漫画デビュー。以降、少女漫画や少年漫画、ゲームプレイ漫画や4コマ漫画等を手広く手がける。

## 作品リスト
- エミル・クロニクル・オンライン外伝 デルタサーガ（2006年、月刊少年ブラッド→FlexComixブラッド連載、ソフトバンククリエイティブ〈Flex Comix〉、全3巻）
- ラブルートゼロ（2007年、マンガwalker連載、フェアベル〈フェアベルコミックス〉、全5巻）
- コスプリ!（2009年、原案：浜田翔子、携帯サイト（まんがこっち・Handyコミック・朝日オトナの本棚、他）連載、ソフトバンククリエイティブ〈Flex Comix フレア〉、全3巻）
- 12C -Twelve Crysis-（2010年、ファミ通コミッククリア連載、エンターブレイン〈ファミ通クリアコミックス〉、全2巻）
- あくまでモテる×××（2011年、月刊コミックラッシュ連載、ジャイブ〈CR COMICS〉、全2巻） - コミックラッシュ編集部に原稿料の値下げを要求されたため連載中止[3]。
- 『モンハン持ちができません。』シリーズ（2011年 - 2015年、モンでき。（ファミ通.com内ブログサイト）連載）
  - モンハン持ちができません。（2011年、エンターブレイン〈ファミ通BOOKS〉）
  - モンでき。闇鍋編（2012年、エンターブレイン〈ファミ通BOOKS〉）
  - モンでき。凸凹編（2013年、エンターブレイン〈ファミ通BOOKS〉）
  - モンでき。三つ巴編（2013年、エンターブレイン〈ファミ通BOOKS〉）
  - モンでき。むいむい編（2014年、エンターブレイン〈ファミ通BOOKS〉）
  - モンでき。とんがり編（2014年、エンターブレイン〈ファミ通BOOKS〉）
  - モンでき。狩祭編（2015年、エンターブレイン〈ファミ通BOOKS〉）
- 乙女ほるもん（2013年、まんがタイムジャンボ連載、芳文社〈まんがタイムコミックス〉、既刊1巻）
  - こう見えて日渡くんの女子力は53万です -乙女ほるもん-（2021年 - 2022年、ComicWalker連載、KADOKAWA〈MFコミックス〉、全2巻） - まんがタイムジャンボ掲載作を1話から3話までの描き直しをはじめ大幅な加筆修正を実施
- ギター少女!（2014年、原著：LMD・Lantis、ぷら@ほ〜む連載、ホーム社〈ホームコミックス〉、全1巻）
- 女子大生の日常（2014年、月刊コミックアライブ連載、KADOKAWA/メディアファクトリー〈MFコミックス アライブシリーズ〉、全4巻）
- 終活女子高生（2014年、まんがタイムジャンボ連載、芳文社〈まんがタイムコミックス〉全2巻）
- 明×暗SCRAMBLE（2016年、月刊コミックアライブ、KADOKAWA/メディアファクトリー〈MFコミックス〉、全4巻）
- 人気マンガ家になるための15の法則（2017年、まんがタイムジャンボ→ComicWalker連載、KADOKAWA/メディアファクトリー〈MFコミックス〉、全2巻）
- DEAD OR ALIVE Xtreme Venus Vacation公式4コママンガ「やわらか4コマ☆ブイブイ」（2017年-、公式サイト掲載、KADOKAWA/メディアファクトリー〈MFコミックス〉、既刊1巻）
- 貞子さんとさだこちゃん（2019年、ComicWalker連載、KADOKAWA/メディアファクトリー〈MFコミックス〉、全1巻）
- 恋は、アラサーになってから。（2019年、原案：つかさ誠　comicコロナ連載、TOブックス〈コロナ・コミックス〉、既刊1巻）
- 豊田さんは悩まない。（2020年 - 、ComicWalker連載、KADOKAWA〈MFコミックス〉、既刊3巻）
- へたれ女魔王の入れかわり（2023年 - 、ComicWalker連載、内水亜彩子名義　KADOKAWA〈FLOSコミック〉、既刊1巻）